# 彼得拉菲塔
彼得拉菲塔（義大利語：Pietrafitta）是意大利科森扎省的一个市镇。总面积9平方公里，人口1413人，人口密度157.0人/平方公里（2009年）。ISTAT代码为078098。